# مطار قوقريال
مطار قوقريال (بالإنجليزية: Gogrial Airport)‏ هو مطار يخدم قوقريال في جنوب السودان.